# Neurogomphus pallidus
Neurogomphus pallidus – gatunek ważki z rodziny gadziogłówkowatych (Gomphidae).